# La La Love
La La Love è un singolo della cantante cipriota Īvī Adamou, pubblicato il 18 maggio 2012. Il singolo è stato scritto da Björn Djupström, Alexandra Zakka, Alex Papaconstantinou e Viktor Svensson e ha rappresentato Cipro all'Eurovision Song Contest 2012 dove si è classificato al sedicesimo posto con 65 punti.

## Tracce
Download digitale
1. La La Love[2] – 3:02

Remix
1. La La Love (Arovia Remix Radio Edit)[5] – 3:35
2. La La Love (Rico Bernasconi Remix Radio Edit)[2] – 2:56
3. La La Love (Rico Bernasconi Remix)[2] – 5:07

## Classifiche
La La Love debutta alla 77ª posizione nella Official Singles Chart con 4 002 copie vendute.

### Classifiche internazionali
| Classifica (2012) | Posizione massima |
| ----------------- | ----------------- |
| Austria           | 47                |
| Belgio (Fiandre)  | 61                |
| Belgio (Vallonia) | 84                |
| Danimarca         | 38                |
| Germania          | 43                |
| Irlanda           | 32                |
| Norvegia          | 16                |
| Regno Unito       | 77                |
| Spagna            | 45                |
| Svezia            | 4                 |
| Svizzera          | 66                |

### Classifiche di fine anno
| Classifica (2012) | Posizione |
| ----------------- | --------- |
| Svezia            | 40        |

## Video musicale
È stato pubblicato anche un video per il brano, dove viene inscenata la storia della popolare fiaba Biancaneve e i sette nani. Ivi Adamou rappresenta Biancaneve e viene salvata dal principe.